# Croscore字型
Chrome OS核心字型，又稱Croscore字型，是一組包含以下三個TrueType字型家族之集合：Arimo（无衬线体）、Tinos（衬线体）與Cousine（等宽字体）。這些字型在規格上相容於蒙納公司的Arial、Times New Roman以及Courier New，上述三個在Microsoft Windows作業系統上最普遍的字型，其目的為做為上述三字型的開放原始碼替代品。
Google從Ascender公司處取得這些字型，並以Apache许可证第二版授權。
這一套字型原先由Steve Matteson所開發，最初的名稱為Ascender Sans與Ascender Serif，同時也是紅帽公司以開放原始碼授權條款釋出的Liberation字型之基礎。

## Crosextra字型
2013年，Google釋出了一個額外的Crosextra (Chrome OS Extra) 軟體包，其包含了Carlito（相容於微軟公司的Calibri）與Caladea（相容於微軟公司的Cambria）。